# Домановиці
Домановіце (пол. Domanowice) — село в Польщі, у гміні Тшебниця Тшебницького повіту Нижньосілезького воєводства.
Населення — 328 осіб (2011).
У 1975-1998 роках село належало до Вроцлавського воєводства.

## Демографія
Демографічна структура станом на 31 березня 2011 року:
|          | Загалом | Допрацездатний вік | Працездатний вік | Постпрацездатний вік |
| -------- | ------- | ------------------ | ---------------- | -------------------- |
| Чоловіки | 172     | 44                 | 113              | 15                   |
| Жінки    | 156     | 31                 | 93               | 32                   |
| Разом    | 328     | 75                 | 206              | 47                   |